# うずめ飯

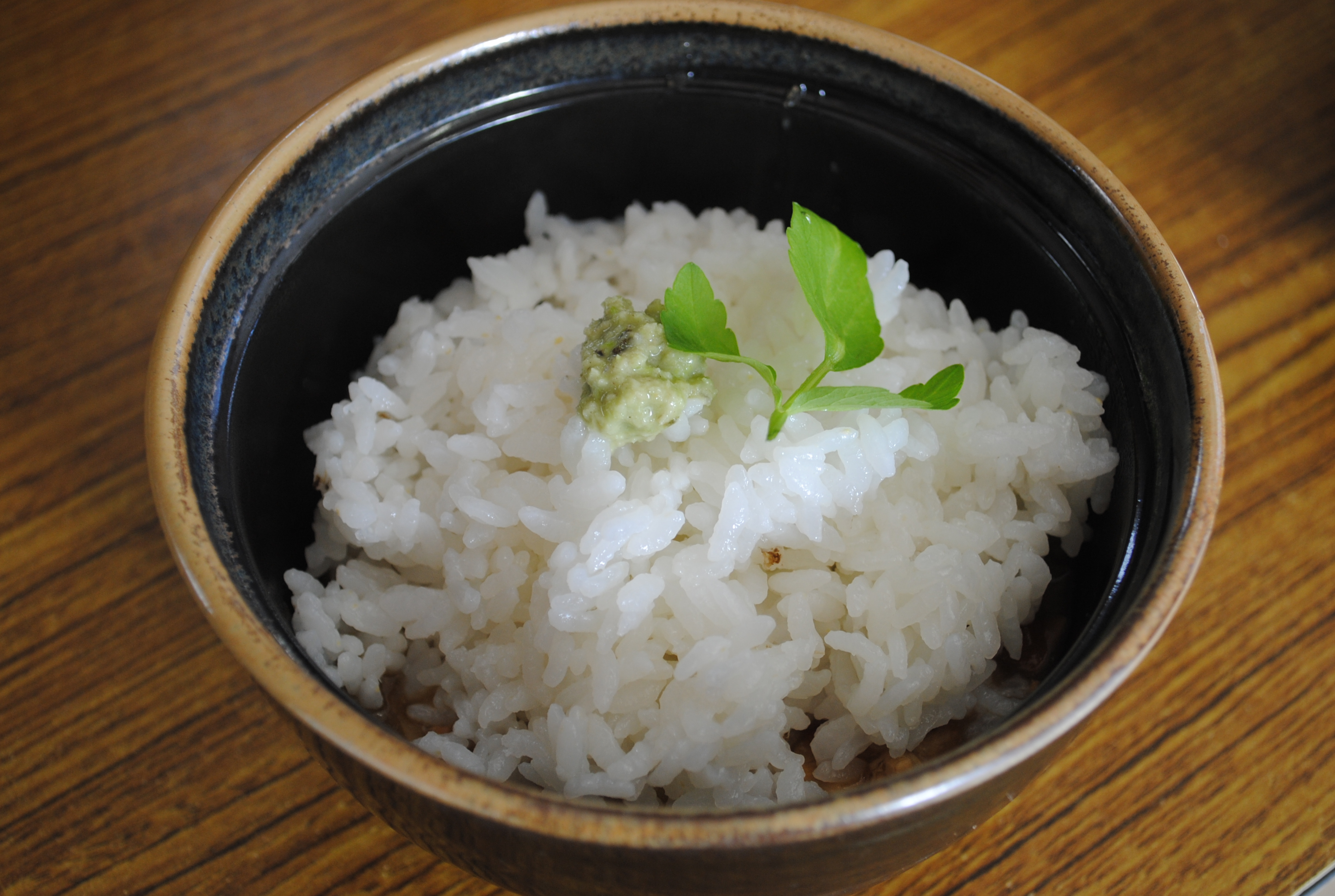
うずめ飯の一例

うずめ飯（うずめめし）は島根県西部（石見地方）の津和野藩であった地域で食べられている郷土料理である。「うづめめし」と表記する事があるが、どちらが正しいかは定かではない。

## 由来
ごはんの下には小さく刻んだタイや野菜が隠れている。この食べ方の起源については、質素倹約を強いられた江戸時代に贅沢しているのを悟られないため、具材が粗末で他人に見られるのが恥ずかしかったためといった理由が挙げられる他、提供する時や食べる時は伏し目がちにするといった習わしも伝わっている。山口県にも同様の料理があり、仏教信仰にともない伝承されたともいわれており、はじめは動物性の食材は使っていなかったとする見方もある。
昭和14年（1939年）には、宮内省の全国郷土料理調査において日本の代表的な郷土料理として、岐阜県の「さよりめし」、東京都深川の「深川めし」、埼玉県小川町の「忠七めし」、大阪府難波地方の「かやくめし」とともに、「日本五大名飯」のひとつに選定された。

## 調理法・食べ方
農林水産省のホームページで、調理法と食べ方が公開されている。
鍋で野菜を炒め、あぶった鯛の出汁と水を加えて、すまし汁よりも少し濃いめの醤油味で煮こむ。野菜が柔らかくなるまで煮あがった具を丼に盛り、おろしわさびを敷いたら、上からごはんを乗せて食べる。この料理はわさびが決め手になっており、水がきれいな山間で栽培された香り高いわさびを使うのが良しとされる。
食べるときは、鍋の出汁をかけてお茶漬け風にして食べる。あっさりと素朴な味わいのごはんに、わさびが良いアクセントを加えてくれる。食べ進めていくうちにごはんから具材が出てきて、彩りが増していく。どんな具材が入っているのか楽しむのも「うずめ飯」の醍醐味である。

## 備考
- だし汁とご飯を冷やして食べる「冷やしうずめ飯」を提供する店が島根県津和野町にある。
- 調理に手間がかかるので、郷土料理でありながら地元で提供している飲食店は少ない。
- 自宅でも簡単に調理することの出来る「うずめ飯の素」という商品がある。
- 浜田市では津和野藩であった弥栄町の郷土料理として学校給食において提供されている。